# Paepalanthus obtusifolius
Paepalanthus obtusifolius là một loài thực vật có hoa trong họ Eriocaulaceae. Loài này được (Steud.) Körn. mô tả khoa học đầu tiên năm 1863.